# Magdalena Esseryd
Magdalena Esseryd, född 28 maj 1984, är en fotbollsspelare från Sverige (försvarare) som spelat i Sunnanå SK säsongerna 2004–2010. Hon är vänsterfotad och har spelat som vänsterback i Sunnanå.